# I Love Lucy

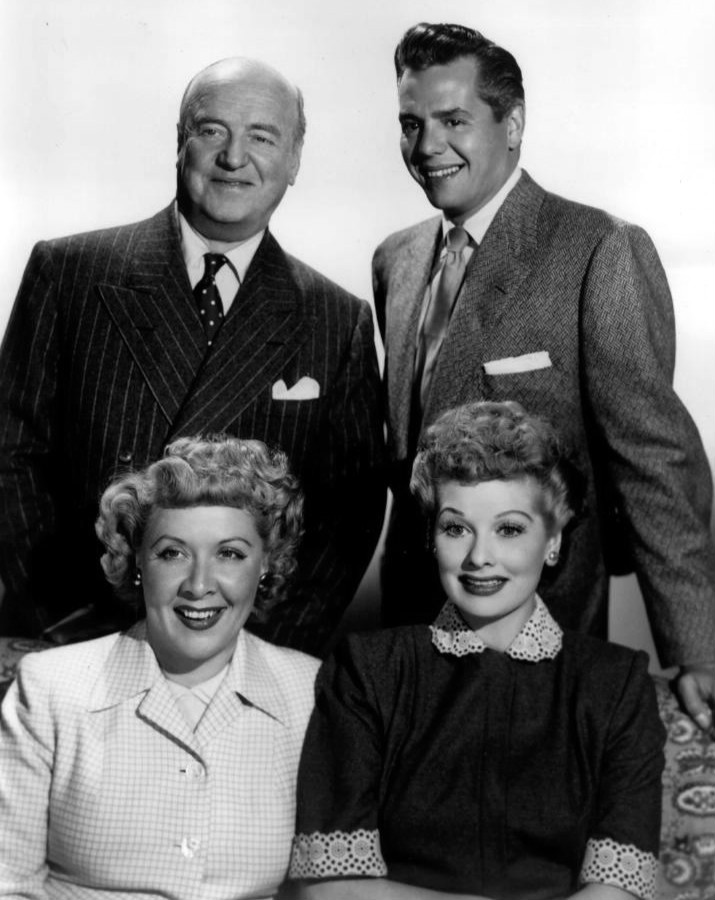
Představitelé hlavních rolí, vpravo dole Lucille Ballová

I Love Lucy je americký televizní sitcom, který vytvořila televizní stanice CBS a její producent Jess Oppenheimer.

## Popis
Měl šest řad a vysílal se v letech 1951–1957 (plus třináct speciálů z let 1957–1960 pro pořad Comedy Hour). Čtyři roky byl sitcom nejsledovanějším pořadem americké televize. Sledovanost se ve druhé sérii dotkla v průměru 67 milionů diváků na jeden díl, což je dosud americký rekord (jen obtížně překonatelný, neboť sledovanost televize je v současnosti mnohem nižší, než v 50. letech 20. století). Titulní roli newyorské středostavovské hospodyňky v sitcomu ztvárnila Lucille Ballová, v dalších hlavních rolích se pak objevil její reálný manžel Desi Arnaz, Vivian Vanceová a William Frawley. Seriál byl černobílý, CBS nicméně v roce 2013 připravila kolorovanou verzi vánoční epizody a odvysílala ji na Štědrý den se sledovaností 8 milionů diváků (což v té době byla sledovanost nejoblíbenějších sitcomů doby). Poté bylo podobně připraveno ještě několik epizod s počítačově dodanou barvou. V roce 2012 byl sitcom v anketě časopisu People zvolen „nejlepší televizní show všech dob“. Kameramanem seriálu byl český rodák Karl Freund, který za svou práci získal pět cen Emmy. Lucille Ballová získala za svůj výkon dvě ceny Emmy, sám sitcom pak dvě Emmy za nejlepší komedii. Animovanou znělku vytvořili William Hanna a Joseph Barbera.
Postavu Lucy Carmichaelové ztvárnil Ballová také v dalších letech v sitcomech The Lucy–Desi Comedy Hour, The Lucy Show, Here's Lucy a Life with Lucy.